# 東大高
東大高（ひがしおおだか）は、愛知県知多郡武豊町の地名。

## 地理

### 交通
- 国道247号
- 名鉄河和線
- 愛知県道52号半田南知多線
- 南知多道路武豊インターチェンジ・武豊パーキングエリア

### 施設
- ユートランス 本社
- 東大高公民館
- 武豊町給食センター
- 熊野池公園
- 武豊町立富貴中学校
- 武豊町総合体育館

### 字一覧
- アラ畑（あらはた）[WEB 5]
- 池下（いけした）[WEB 5]
- 池田（いけだ）[WEB 5]
- 石曽根（いしぞね）[WEB 5]
- 上之山（うえのやま）[WEB 5]
- 浦之島（うらのしま）[WEB 5]
- 雲霞山（うんかやま）[WEB 5]
- 大高山（おおだかやま）[WEB 5]
- 上矢田平（かみやたびら）[WEB 5]
- 烏田（からすだ）[WEB 5]
- 川南（かわみなみ）[WEB 5]
- 北新川（きたしんかわ）[WEB 5]
- 北浜田（きたはまだ）[WEB 5]
- 熊野後（くまのうしろ）[WEB 5]
- 熊野西（くまのにし）[WEB 5]
- 光明寺（こうみようじ）[WEB 5]
- 郷道東（ごうみちひがし）[WEB 5]
- 郷道南（ごうみちみなみ）[WEB 5]
- 清水（しみず）[WEB 5]
- 下矢田平（しもやたびら）[WEB 5]
- 新田畑（しんでんばた）[WEB 5]
- 砂畑（すなはた）[WEB 5]
- 大師田（たいしだ）[WEB 5]
- 玉林（たまばやし）[WEB 5]
- 長田（ちようだ）[WEB 5]
- 知里付（ちりう）[WEB 5]
- 鎮守（ちんじゆ）[WEB 5]
- 土穴（つちあな）[WEB 5]
- 塔ノ下（とうのした）[WEB 5]
- 豊倉新田（とよくらしんでん）[WEB 5]
- 酉首（とりくび）[WEB 5]
- 中池下（なかいけした）[WEB 5]
- 中瀬郷（なかせごう）[WEB 5]
- 中浜田（なかはまだ）[WEB 5]
- 並松（なみまつ）[WEB 5]
- 西長峰（にしながみね）[WEB 5]
- 野中（のなか）[WEB 5]
- 瓶竈（びんがめ）[WEB 5]
- 本田（ほんでん）[WEB 5]
- 南アラ畑（みなみあらはた）[WEB 5]
- 山（やま）[WEB 5]
- 山之神（やまのかみ）[WEB 5]

## 歴史

### 人口の変遷
国勢調査による人口および世帯数の推移。
| 1995年（平成7年）  | 1548世帯 4708人 |  |
| 2000年（平成12年） | 1683世帯 4933人 |  |
| 2005年（平成17年） | 1892世帯 5358人 |  |
| 2010年（平成22年） | 1990世帯 5527人 |  |
| 2015年（平成27年） | 2052世帯 5648人 |  |
| 2020年（令和2年）  | 2331世帯 5811人 |  |

### WEB
1. 1 2  総務省統計局 (2022年2月10日). “令和2年国勢調査の調査結果(e-Stat) - 男女別人口，外国人人口及び世帯数－町丁・字等” (CSV). 2023年8月2日閲覧。
2. ↑  “愛知県知多郡武豊町の町丁・字一覧”.   人口統計ラボ. 2024年7月25日閲覧。
3. ↑  “市外局番の一覧” (PDF).   総務省 (2022年3月1日). 2022年3月22日閲覧。
4. ↑  “ナンバープレートについて”.   一般社団法人愛知県自動車会議所. 2024年1月21日閲覧。
5. 1 2 3 4 5 6 7 8 9 10 11 12 13 14 15 16 17 18 19 20 21 22 23 24 25 26 27 28 29 30 31 32 33 34 35 36 37 38 39 40 41 42  “愛知県知多郡武豊町東大高の住所一覧”.   ゼンリン. 2025年8月5日閲覧。
6. ↑  総務省統計局 (2014年3月28日). “平成7年国勢調査の調査結果(e-Stat) - 男女別人口及び世帯数 －町丁・字等” (CSV). 2021年7月20日閲覧。
7. ↑  総務省統計局 (2014年5月30日). “平成12年国勢調査の調査結果(e-Stat) - 男女別人口及び世帯数 －町丁・字等” (CSV). 2021年7月20日閲覧。
8. ↑  総務省統計局 (2014年6月27日). “平成17年国勢調査の調査結果(e-Stat) - 男女別人口及び世帯数 －町丁・字等” (CSV). 2021年7月21日閲覧。
9. ↑  総務省統計局 (2012年1月20日). “平成22年国勢調査の調査結果(e-Stat) - 男女別人口及び世帯数 －町丁・字等” (CSV). 2021年7月21日閲覧。
10. ↑  総務省統計局 (2017年1月27日). “平成27年国勢調査の調査結果(e-Stat) - 男女別人口及び世帯数 －町丁・字等” (CSV). 2021年7月21日閲覧。